# Клейнова группа
Клейнова группа — дискретная подгруппа
группы дробно-линейных преобразований
расширенной комплексной плоскости, являющаяся собственно разрывной.
Начало изучения положено в 1883 году Феликсом Клейном и Анри Пуанкаре.
Примеры:
- группа Бьянки[англ.] — это группа Клейна вида {\displaystyle PSL(2,{\mathcal {O}}_{d})}, где {\displaystyle d} — положительное число, не являющееся квадратом какого-либо числа;
- группа симметрий периодического замощения гиперболического трёхмерного пространства — группа Клейна.